# Natalia Gorelova
Natalia Gorelova (Rusia, 18 de abril de 1973) es una atleta rusa, especialista en la prueba de 1500 m, en la que ha logrado ser medallista de bronce mundial en 2001.

## Carrera deportiva
En el Mundial de Edmonton 2001 ganó la medalla de bronce en los 1500 metros, con un tiempo de 4:02.40 segundos, llegando a la meta tras las rumanas Gabriela Szabo y Violeta Szekely.